# نيل موكرجي (كاتب)
نيل موكرجي (بالإنجليزية: Neel Mukherjee)‏ (1970، بنغال الغربية في الهند)؛ كاتب وروائي هندي.

## الجوائز
- جائزة بوكر الأدبية
- منحة رودس